# Кюеленке
Кюеленке, Кюленке (устар. Кююлээнкэ, на некоторых картах Кюлянгке) — река в Жиганском районе Якутии, левый приток реки Лена (на 620-м км, через протоку Кюеленке-Тебюлях). Длина — 211 км, площадь водосборного бассейна — 4090 км². Питание реки происходит в основном за счёт таяния снега и летних дождей.

## Притоки
- Унгуох-Юрях — в 21 км по левому берегу;
- Курунг-Менге — в 29 км по правому берегу;
- Уэль-Менге — в 31 км по левому берегу;
- Сюкелджен — в 46 км по левому берегу;
- Улахан-Лукумуор — в 49 км по левому берегу;
- Оччугуй-Локумуор — в 61 км по левому берегу;
- Хороннох — в 72 км по левому берегу;
- Орто-Кюеленке — в 83 км по левому берегу;
- Улэгир — в 100 км по левому берегу;
- Менго — в 118 км по правому берегу;
- Уэль-Тирехтях — в 125 км по правому берегу;
- Лакы — в 146 км по правому берегу;
- Чалкылах — в 147 км по левому берегу;
- Аллара-Тас-Юрях — в 155 км по правому берегу;
- Курунг-Юрях — в 158 км по левому берегу;
- Маралах-Укюлях — в 161 км по правому берегу;
- Эйим-Улэгир — в 166 км по левому берегу;
- Уолба-Юрях — в 191 км по левому берегу.

По данным государственного водного реестра России река относится к Ленскому бассейновому округу. Код водного объекта — 18030900112117500008931.